# Bombardeo de Nagaoka
El bombardeo de Nagaoka (en japonés: 長 岡 空襲, Nagaoka kūshū) ocurrió la noche del 1 de agosto de 1945, como parte de la campaña de bombardeo estratégico emprendida por los Estados Unidos contra objetivos militares y civiles y centros de población en las islas del archipiélago japonés durante las etapas finales de la Segunda Guerra Mundial. Entre el 65,5 y el 80 por ciento del área urbana de Nagaoka fue destruida durante el bombardeo.

## Trasfondo
Nagaoka era un centro comercial regional y sede de uno de los laboratorios del Instituto de Investigación Física y Química de Japón. En 1945 tenía una población de alrededor de 67.000 habitantes. Si bien la tradición local sostenía que Nagaoka fue atacada porque era la ciudad natal del almirante japonés Isoroku Yamamoto, quien había dirigido el ataque a Pearl Harbor, la presencia del laboratorio químico fue más probablemente la razón por la que la ciudad fue bombardeada.

## Ataques aéreos
Nagaoka fue atacada por primera vez el 26 de julio de 1945. La ciudad fue una de las diez que fueron atacadas a fines de julio por el Grupo Compuesto 509 de las Fuerzas Aéreas del Ejército de los Estados Unidos para practicar las tácticas que la unidad utilizó más tarde para llevar a cabo los bombardeos atómicos de Hiroshima y Nagasaki. Estas redadas fueron realizadas por pequeños grupos de dos a seis bombarderos Boeing B-29 Superfortress armados con bombas calabazas. El 509.º Grupo Compuesto evaluó los resultados del pequeño ataque a Nagaoka como "justos".
Durante la noche del 27 al 28 de julio, los B-29 lanzaron volantes sobre Nagaoka y otras diez ciudades en los que se indicaba que serían atacados y que los civiles debían evacuar antes de las redadas. Esta táctica buscaba intensificar los efectos psicológicos de la campaña de bombardeos.
La incursión principal en Nagaoka ocurrió el 1 de agosto de 1945. Comenzó alrededor de las 10:30 p. m. Esa noche, 125 bombarderos B-29 Superfortress del 313th Bombardment Wing atacaron la ciudad con un estimado de 163,000 bombas incendiarias por un total de 925 toneladas. La redada duró 1 hora y 40 minutos. La ciudad sufrió daños severos, aunque las estimaciones de su extensión varían: en 1953, la historia oficial de la USAAF declaró que el 65,5 por ciento del área urbana de Nagaoka fue destruida, y esta cifra también fue utilizada por el historiador Richard B. Frank en 2001. Sin embargo, en 2016 The Washington Post informó que el 80 por ciento de Nagaoka se había quemado. Un total de 1.486 personas murieron en Nagaoka, incluidos más de 280 niños en edad escolar. La fuerza estadounidense que atacó Nagaoka no sufrió bajas.
Las ciudades de Toyama, Mito y Hachiōji también fueron atacadas la noche del 1/2 de agosto y sufrieron graves daños. El New York Times informó que las redadas de esa noche habían incluido el mayor número de bombas lanzadas hasta ese momento.

## Legado

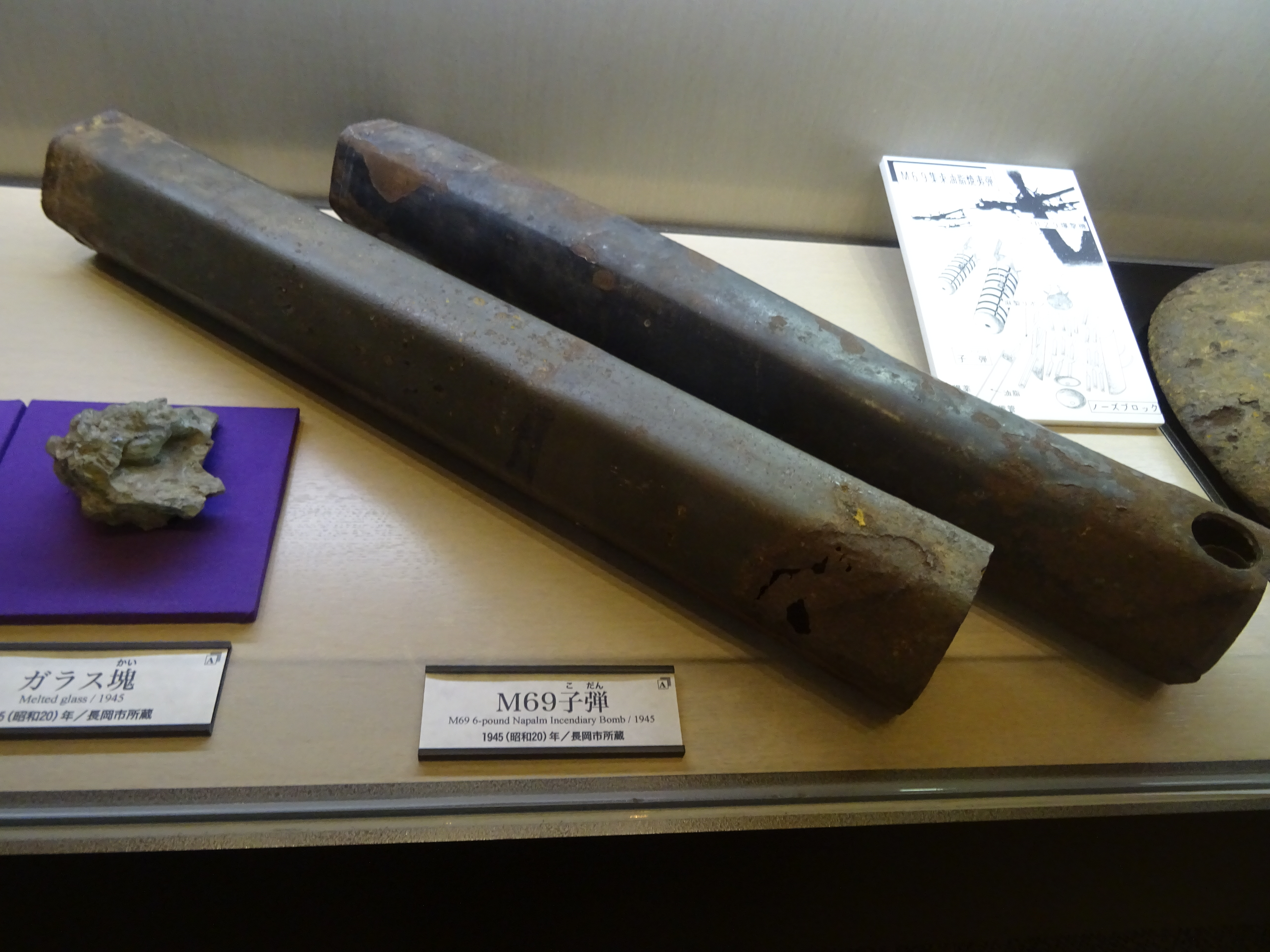
Bomba incendiaria de napalm M-69, que se utilizó en el bombardeo de Nagaoka en 1945. Exposición en el Museo de Historia de la Prefectura de Niigata.

En noviembre de 1951 se erigió una estatua de bronce en la estación de tren de Nagaoka para conmemorar el bombardeo y sus víctimas. Llamada Heiwa-zo (Estatua de la Paz), representa a una diosa con los brazos extendidos, una niña con una pelota y un niño leyendo un libro. Escondido en el seno de la diosa hay una placa de cobre grabada con los nombres de los escolares que murieron en el ataque aéreo. La estatua fue trasladada al Parque Conmemorativo del Bosque de la Paz en 1996.
A partir de 2003, se llevó a cabo anualmente un espectáculo de fuegos artificiales el 1 de agosto a las 10:30 pm, hora en que ocurrió el bombardeo. Se lanzan tres shiragiku (fuegos artificiales de crisantemo blanco) "como ofrenda a los muertos de la guerra". En 2015, la exhibición contó con 2,000 fuegos artificiales adicionales.

## Biografía
- Werrell, Kenneth P (1996). Blankets of Fire. Washington and London: Smithsonian Institution Press. ISBN 1-56098-665-4.
- Crane, Conrad C. (1994). The Cigar that brought the Fire Wind: Curtis LeMay and the Strategic Bombing of Japan. JGSDF-U.S. Army Military History Exchange. ASIN B0006PGEIQ.
- Grayling, A. C. (2007). Among the Dead Cities: The History and Moral Legacy of the WWII Bombing of Civilians in Germany and Japan. New York: Walker Publishing Company Inc. ISBN 0-8027-1565-6.
- Hoyt, Edwin P. (2000). Inferno: The Fire Bombing of Japan, March 9 – August 15, 1945. Madison Books. ISBN 1-56833-149-5.
- Shannon, Donald H. (1976). United States air strategy and doctrine as employed in the strategic bombing of Japan. U.S. Air University, Air War College. ASIN B0006WCQ86.
- Wainstock, Dennis (1996). The Decision to Drop the Atomic Bomb. Greenwood Publishing Group. ISBN 0-275-95475-7.

- Datos: Q11652138
- Multimedia: Bombing of Nagaoka / Q11652138